# Llánez
Llánez es una localidad del municipio de Voto (Cantabria, España). En el año 2023 contaba con una población de 36 habitantes (INE). La localidad se encuentra a 140 metros de altitud sobre el nivel del mar, y a 3 kilómetros de la capital municipal, Bádames.
- Datos: Q5977942
- Multimedia: Llánez / Q5977942